# 希克斯維爾鎮區 (阿肯色州菲利普斯縣)
希克斯維爾鎮區（英語：Hicksville Township）是位於美國阿肯色州菲利普斯縣的一個行政鎮區。

## 地方資料
希克斯維爾鎮區的面積為85.59平方千米，當中陸地面積為85.59平方千米，而水域面積為0.00平方千米。根據2010年美國人口普查的數據，當地共有人口231人，而人口密度為每平方千米2.7人。